# Skjaldborg

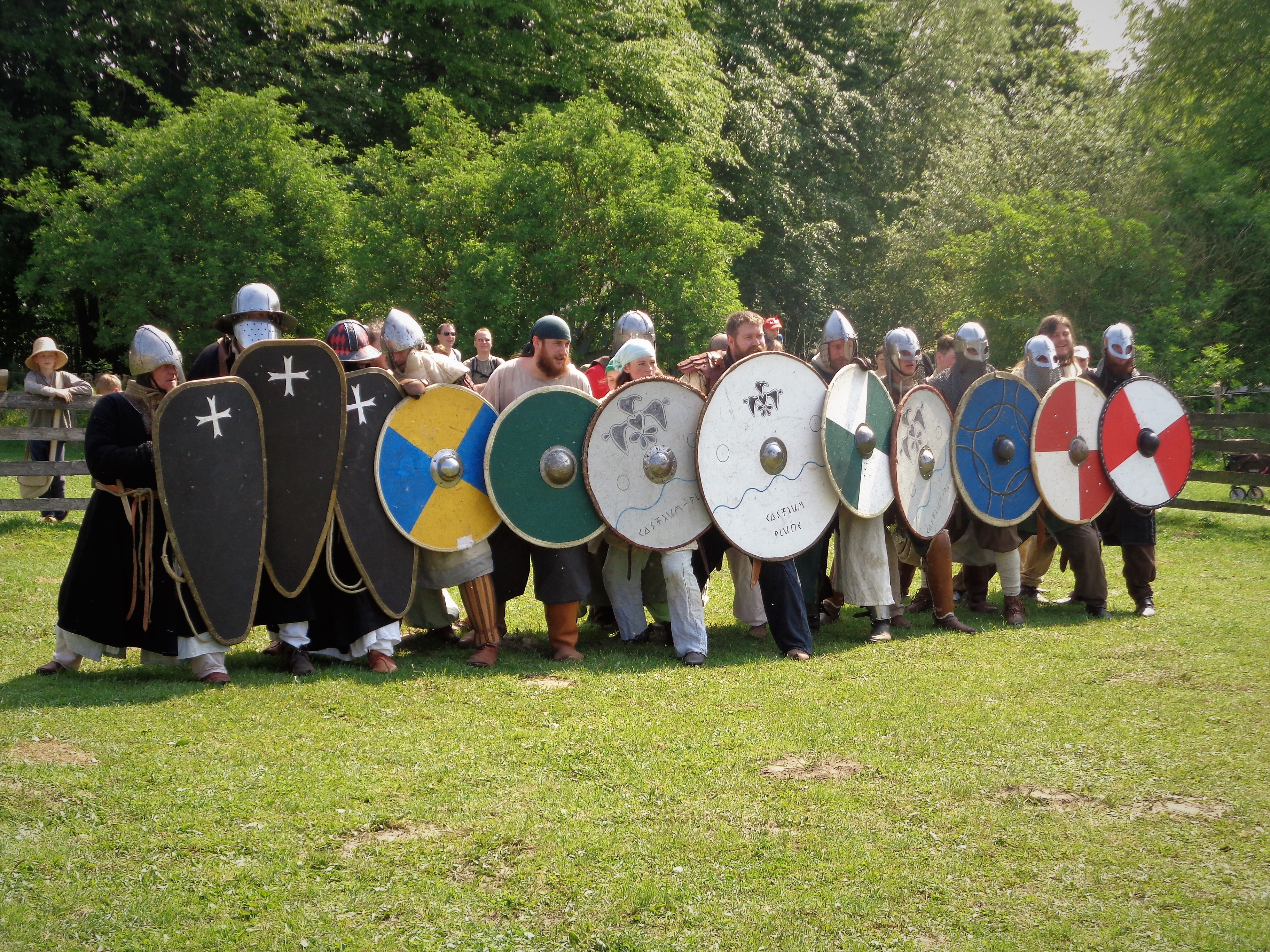
Actores aficionados presentan la construcción de un muro de escudos durante un festival medieval en el parque de animales Arche Warder, Alemania.

El skjaldborg (del nórdico antiguo: muro de escudos) era una formación típica de los vikingos que consistía en un cuerpo de guerreros colocados suficientemente cerca como para sobreponer sus escudos de forma que se protegían unos a otros formando una barrera compacta. Las imágenes en las piedras de Stora Hammars de Gotland muestran escudos más pequeños que se superponen por menos de un cuarto de su anchura, por lo que es razonable pensar que el posicionamiento variaba según las circunstancias, y posiblemente varios grupos se organizaban en diferentes skjaldborg de apoyo mutuo, mientras que otras unidades aprovechaban para posicionarse por su cuenta y atacar por sorpresa.
La ferocidad del combate cuerpo a cuerpo vikingo está atestiguada en las crónicas medievales en la reconstrucción de la batalla de Brunanburh, en una combinación de dos formaciones skjaldborg, alternando lanzas y armas cortas mientras desde atrás rompían las filas enemigas en una ofensiva svinfylking, donde la rapidez era la clave para el triunfo. Otras batallas donde se atestigua la formación de skjaldborg fueron las de Ashdown y Marton en 871. En la batalla de Corbridge en 918, se testimonia la formación de cuatro divisiones skjaldborg, pero una se mantuvo oculta como refuerzo.
El rey Harald Hardrada de Noruega también aplicó este sistema defensivo en la batalla de Stamford Bridge, organizando sus fuerzas en formación circular que carecía de profundidad, mientras las filas traseras de esta formación se cerraban entre sí con los escudos de la misma forma que la fila delantera.